# Драги Канатларовски
Драги Канатларовски (8. новембар 1960, Битољ, ФНРЈ) је бивши југословенски и македонски репрезентативац у фудбалу, а данас фудбалски тренер. Играо је на позицији везног играча. Родом је из битољског села Цапари.

## Клупска каријера
Професионални деби 1982. имао је у Пелистеру из Битољу, у којем је играо три следеће сезоне. Добрим играма заинтересовао је најтрофејнији македонски клуб, Вардар из Скопља, у који прелази на почетку Првенства Југославије 1985/86..
У лето 1989. преселио се у Црвену звезду из Београда, с којом је у сезони 1989/90 осваја Првенство Југославије 1989/90 и Куп Југославије 1989/90.
Од 1990. до 1992. игра у Шпанији у тадашњем друголигашу Депортиву Ла Коруња са којом успева да се врати у Ла Лига и остао је још једну сезону. Након годину дана неактивности, наставља у турском Карсијакспору, пре повратка у Македонију, где завршава каријеру у Победи из Прилепа.

## Репрезентативна каријера
У репрезентацији Југославије играо је само једном у пријатељској утакмици 28. марта 1990. против Пољске у Лођу (0:0).
За репрезентацију Македоније одиграо је 10 утакмица и постигао 2 гола. Био је у саставу репрезентације у првој историјској утакмици за македонски фудбал 13. октобра 1993 Фудбалске репрезентације Словеније у Крању. Каријеру репрезентативца је завршио 7. јуна 1995. на утакмици Квалификација за Европско првенство 1996., против репрезентације Белгије у Скопљу (0:5).

## Тренерска каријера
По завршетку фудбалске каријере почео се бавити тренерским позивом. Био је два пута тренер Фудбалске репрезенрације Македоније. Први пут (1999.-2001. је био тренер до краја Квалификација за Светско првенство 2002. кад је замењен јер се нису успели квалификовати за Светско првенство 2002.. Други пут (2003.–2005) када је после пораза против Андоре у Квалификацијама за Светско првенство 2006. смењен. Заменио га је Слободан Сантрач.
Између два тренирања репрезентације тренирао је Беласицу (2001 — 2002). али је отпуштен поново 2002., Куманово (2002) и Победу (2002 — 2004). мада је од 2003. исторвремено водио и репрезентацију. У јануару 2004. постављен је званично за тренера репрезентације
Тренер Вардара постао је у децембру 2005.., а 2008. је постао тренер Локомотиве Пловдив